# Catedral de Nuestra Señora del Pilar (Alajuela)
La Catedral de Nuestra Señora del Pilar o simplemente Catedral de Alajuela y también llamada Catedral de la Virgen del Pilar es el nombre que recibe un edificio religioso afiliado a la Iglesia Católica que se encuentra ubicado en la ciudad de Alajuela la 
segunda más grande en el país centroamericano de Costa Rica.
Se trata de un templo que sigue el rito romano o latino y es la iglesia madre de la diócesis de Alajuela (Dioecesis Alaiuelensis) que fue creada en 1921 mediante la bula "Praedecessorum Nostrorum" del papa Benedicto XV.
El edificio actual tiene su origen en un pequeño oratorio construido en 1782 no muy lejos de su actual ubicación. Una nueva estructura diseñada por Gustavo Casallini comenzó a ser edificada en 1854 pero fue paralizada poco después debido a la Guerra por lo que la inauguración y consagración se atrasó hasta 1863. Entre 1946 y 1967 fue sometida a una intensa remodelación que borró absolutamente todo el patrimonio artístico que poseía y del cual hoy el único rastro que queda es la cúpula.

## Véase también

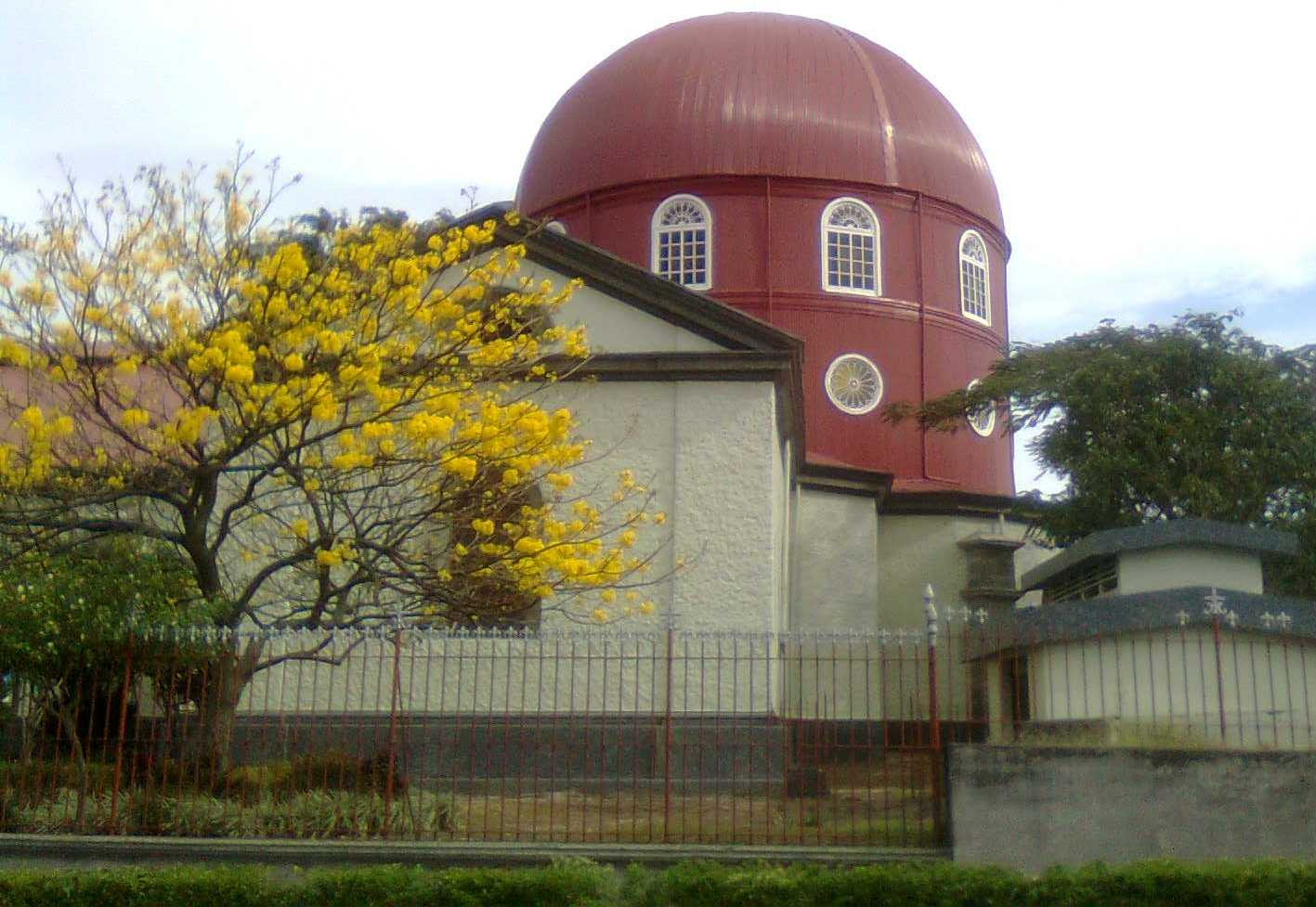
Cúpula del templo